# Bel Ombre (Seszele)

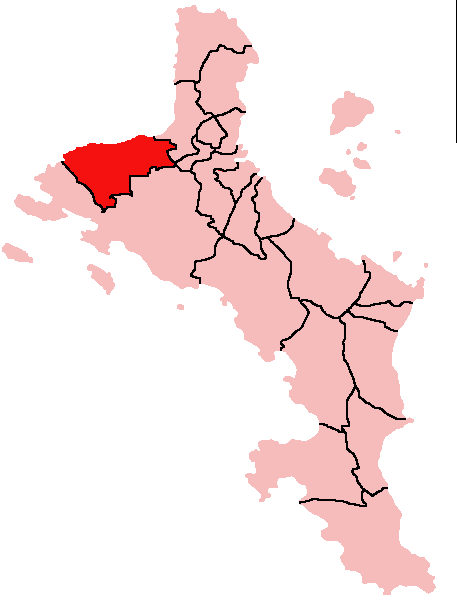
Położenie dystryktu Bel Ombre na wyspie Mahé

Bel Ombre – dystrykt położony w północno-zachodniej części wyspy Mahé; 3 538 mieszkańców (2002). Znajduje się tam niewielki port rybacki. Jego stolicą jest Bel Ombre.